# Palazzo Grasalkovič

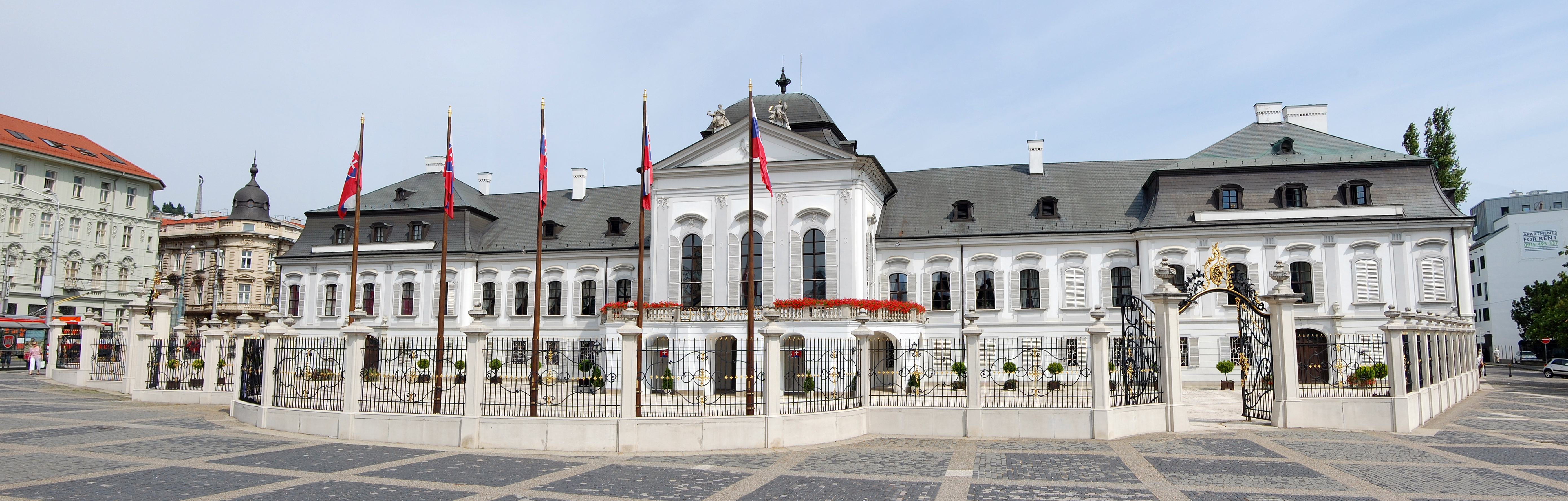
Palazzo Grasalkovič

Il palazzo Grasalkovič (in slovacco: Grasalkovičov palác) è un palazzo di Bratislava e la residenza ufficiale del presidente della Slovacchia. Si trova sulla Hodzovo namestie.
L'edificio è un palazzo in stile rococò e tardo barocco dotato di un giardino alla francese. È stato costruito nel 1760 per il conte Antal Grasalkovič I, appartenente alla nobiltà ungherese e capo della camera ungherese (una sorta di ministero dell'economia e delle finanze per il Regno d'Ungheria), dall'architetto Andreas Mayerhoffer. È dotato di molte splendide camere e un'impressionante scala.